# Andreas Papandreou

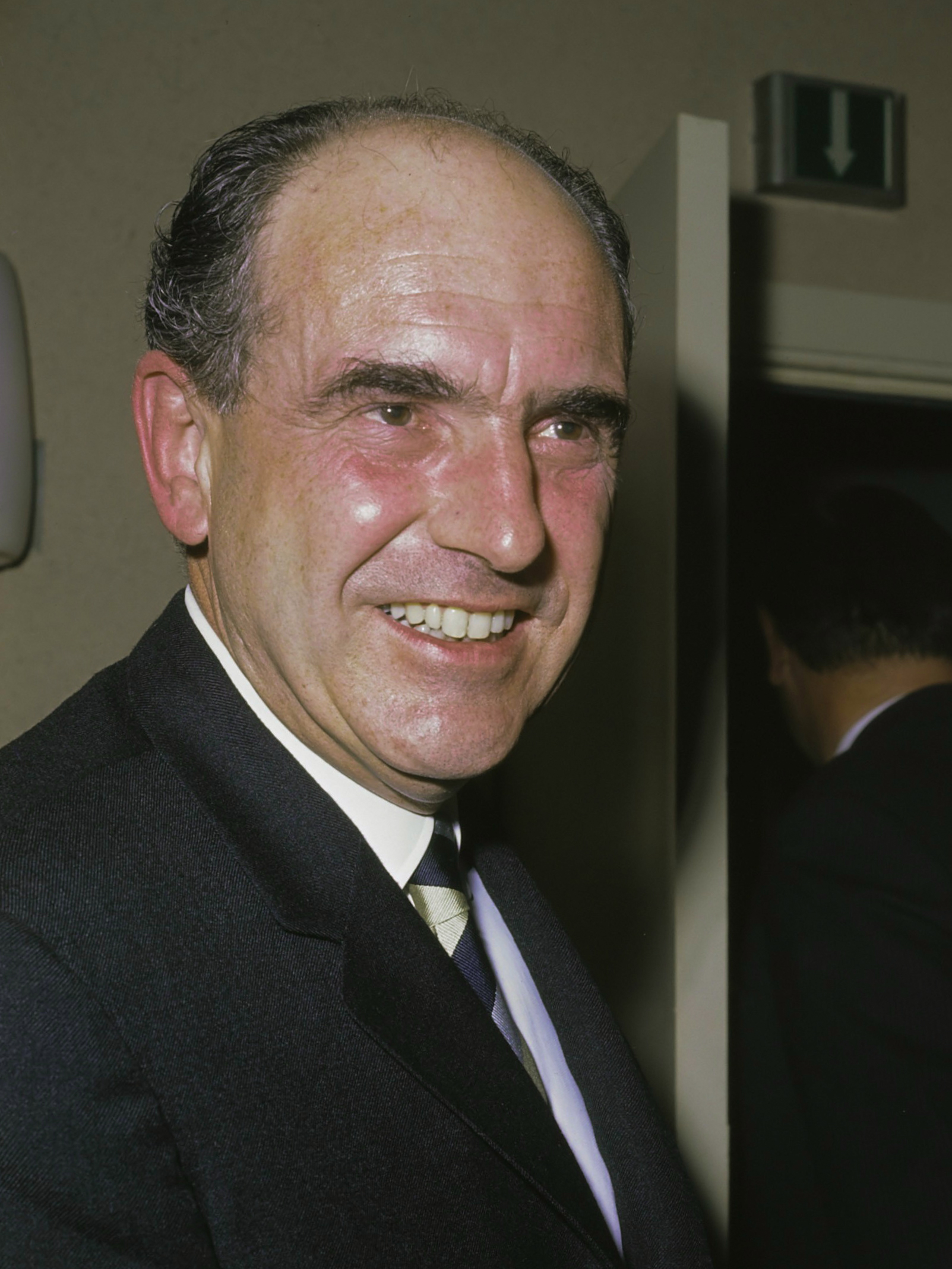
Andreas Papandreou

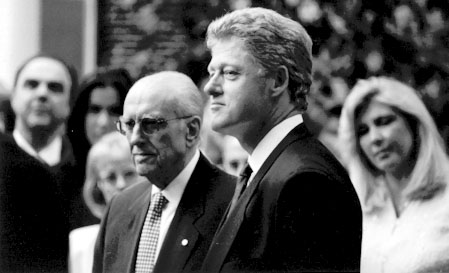
Andreas Papandreou và Bill Clinton.

Andreas G. Papandreou (tiếng Hy Lạp: Ανδρέας Γ. Παπανδρέου), 05 tháng 2 năm 1919 - 23 tháng 6 năm 1996) là một nhà kinh tế Hy Lạp, một chính trị gia xã hội chủ nghĩa và nhân vật chi phối nền chính trị Hy Lạp. Là con trai của Georgios Papandreou, Andreas đã học Đại học Harvard. Ông đã phục vụ hai nhiệm kỳ làm Thủ tướng Hy Lạp (21/10/1981, 02/7/1989, và 13/10/1993, 22/1/1996).
Cha của ông Georgios Papandreou và con trai ông là George Papandreou, ông là một trong ba thành viên của gia đình Papandreou làm thủ tướng của quốc gia này.
Việc ông nắm quyền vào năm 1981 ảnh hưởng đến quá trình lịch sử chính trị Hy Lạp, kết thúc một hệ thống gần 50 năm dài của quyền lực thống trị bởi lực lượng bảo thủ, những thành tựu của các chính phủ kế tiếp của ông bao gồm việc công nhận chính thức của kháng chiến Hy Lạp chống lại phe Trục, việc thành lập Hệ thống y tế quốc gia và Hội đồng tối cao để lựa chọn cán (ASEP), thông qua Luật 1264/1982 đảm bảo quyền đình công và cải thiện rất nhiều quyền lợi của người lao động, việc sửa đổi hiến pháp của 1985-1986 tăng cường tư cách nghị viện và làm giảm quyền hạn của Tổng thống không được bầu, thực hiện một chính sách đối ngoại Hy Lạp quyết đoán và độc lập, mở rộng sức mạnh của chính quyền địa phương, nhiều cải cách tiến bộ của Luật Hy Lạp, và cấp phép cho những người tị nạn của cuộc nội chiến Hy Lạp trở về nước ở Hy Lạp. Phong trào xã hội Panhellenic (PASOK) mà ông đã sáng lập và lãnh đạo, là đảng chính trị không cộng sản đầu tiên trong lịch sử Hy Lạp với một tổ chức dựa vào quần chúng, và giới thiệu một mức độ chưa từng tham gia chính trị và xã hội Hy Lạp. Một cuộc thăm dò thực hiện bởi Kathimerini trong năm 2007., 48% số người được hỏi được gọi là Papandreou "Thủ tướng Hay Lạp quan trọng nhất". Các cuộc thăm dò tương tự, những bốn năm đầu tiên của chính phủ Papandreou của sau khi Metapolitefsi được bình chọn khi chính phủ tốt nhất Hy Lạp từng có.